# Italiaanse presidentsverkiezing 2006
Een indirecte presidentiële verkiezing werd  gehouden van 8 mei tot en met 10 mei 2006 in Italië.  De leden van het Parlement en de regionale delegaties zijn stemgerechtigd. De meeste van deze leden zijn gekozen tijdens de Italiaanse parlementsverkiezingen 2006. Als de president van Italië vertegenwoordigt hij of zij de  nationale eenheid en garandeert dat de Italiaanse politiek zich houdt aan de grondwet, in het kader van een parlementair stelsel. Giorgio Napolitano werd tijdens de 4e stemronde op 10 mei 2006 gekozen als de nieuwe  President van Italië.

## Procedure
Volgens de Italiaanse grondwet, moeten de verkiezingen worden gehouden in de vorm van geheime stemming, met de senatoren, de afgevaardigden en 58 regionale vertegenwoordigers. De verkiezing wordt gehouden in het Palazzo Montecitorio de thuisbasis van de Camera dei deputati. De eerste drie stemmingen vereisen een tweederdemeerderheid van de 1007 stemgerechtigden om een president te kiezen, in dit geval 672 stemmen. Vanaf de vierde stemronde is een  meerderheid van 504 stemmen voldoende. De verkiezing werd geleid door Fausto Bertinotti de voorzitter van de Camera dei deputati die de leiding  had over het   tellen van de stemmen. Een presidentiële termijn duurt zeven jaar,  De termijn van de inmiddels vorige  president, Carlo Azeglio Ciampi, eindigde  op 15 mei 2006.

## Verkiezing
In de eerste 3 stemrondes was een meerderheid nodig van 672 stemmen. vanaf de 4e stemronde is een meerderheid voldoende van 505 stemmen.

### 1e stemronde (8 mei 2006)
| Naam                 | Aantal stemmen |
| -------------------- | -------------- |
| Gianni Letta         | 369            |
| Massimo D'Alema      | 27             |
| Franca Rame          | 24             |
| Adriano Sofri        | 23             |
| Siegfried Brugger    | 12             |
| Giuliano Ferrara     | 8              |
| Giorgio Napolitano   | 8              |
| Giampaolo Malavasi   | 6              |
| Gino Strada          | 5              |
| Carlo Azeglio Ciampi | 4              |
| Giuliano Amato       | 3              |
| Umberto Bossi        | 3              |
| Cesare Previti       | 3              |
| Stefano Rodotà       | 3              |
| Giulio Andreotti     | 2              |
| Giuseppe Anzani      | 2              |
| Silvio Berlusconi    | 2              |
| Lidia Menapace       | 2              |
| Andere kandidaten    | 22             |
| Blanco stemmen       | 438            |
| Ongeldige stemmen    | 18             |

### 2e stemronde (9 mei 2006)
| Naam                      | Stemmen |
| ------------------------- | ------- |
| Umberto Bossi             | 38      |
| Massimo D'Alema           | 35      |
| Giuseppe De Rita          | 19      |
| Giorgio Napolitano        | 15      |
| Gianni Letta              | 11      |
| Siegfried Brugger         | 11      |
| Giuliano Ferrara          | 9       |
| Renato Antonioli          | 7       |
| Angelo Sanza              | 6       |
| Francesco Cosimi Proietti | 6       |
| Gino Strada               | 5       |
| Giuliano Amato            | 4       |
| Carlo Azeglio Ciampi      | 3       |
| Livia Menapace            | 3       |
| Luigi Pallaro             | 3       |
| Antonio Ambra             | 3       |
| Franco Marini             | 3       |
| Linda Giuva               | 3       |
| Stefano Rodotà            | 3       |
| Maria Gabriella di Savoia | 3       |
| Bruno Vespa               | 3       |
| Franco Piperno            | 2       |
| Mauro Mellini             | 2       |
| Andere kandidaten         | 29      |
| Blanco                    | 724     |
| Ongeldige stemmen         | 22      |

### 3e stemronde (9 mei 2006)
| Naam                 | Stemmen |
| -------------------- | ------- |
| Massimo D'Alema      | 31      |
| Giorgio Napolitano   | 16      |
| Gianni Letta         | 10      |
| Giuliano Ferrara     | 10      |
| Gino Strada          | 6       |
| Marco Cavallaro      | 5       |
| Marco Matteucci      | 4       |
| Mino Martinazzoli    | 4       |
| Linda Giuva          | 4       |
| Giuliano Amato       | 3       |
| Silvio Berlusconi    | 3       |
| Carlo Azeglio Ciampi | 3       |
| Biagio Di Maria      | 3       |
| Roberto Formigoni    | 3       |
| Aurelio Garritano    | 3       |
| Lino Iannuzzi        | 3       |
| Franco Piperno       | 3       |
| Mirko Tremaglia      | 3       |
| Stefano Servadei     | 3       |
| Tullio Ancora        | 2       |
| Tina Anselmi         | 2       |
| Carlo Bertolotti     | 2       |
| Rosy Bindi           | 2       |
| Vito Gamberale       | 2       |
| Lidia Menapace       | 2       |
| Barbara Palombelli   | 2       |
| Sergio Pininfarina   | 2       |
| Andere kandidaten    | 37      |
| Blanco               | 770     |
| Ongeldige stemmen    | 28      |
| Onthoudingen         | 1       |

### 4e stemronde (10 mei 2006)
| Naam               | Aantal stemmen |
| ------------------ | -------------- |
| Giorgio Napolitano | 543            |
| Umberto Bossi      | 42             |
| Massimo D'Alema    | 10             |
| Giuliano Ferrara   | 7              |
| Gianni Letta       | 6              |
| Silvio Berlusconi  | 5              |
| Roberto Dipiazza   | 3              |
| Sergio Pininfarina | 3              |
| Andere kandidaten  | 10             |
| Blanco             | 347            |
| Ongeldige stemmen  | 14             |
| onthoudingen       | 10             |